# Nhà hát kịch Cyprian Norwid
Nhà hát kịch Cyprian Norwid ở Jelenia Góra, thuộc huyện Jelenia Góra, tỉnh Dolnośląskie ở miền tây nam Ba Lan (tiếng Ba Lan: Teatr im. Cypriana Kamila Norwida w Jeleniej Górze Cypriana Kamila Norwida w Jeleniej Górze) là một nhà hát kịch Ba Lan được thành lập vào năm 1945. Nhà hát kịch Norwid ở Jelenia Góra có hai sân khấu: Sân khấu chính (540 chỗ) và Sân khấu Studio (100 chỗ). Nhà hát được đặt theo tên của Cyprian Norwid.
Nữ diễn viên Ba Lan và đạo diễn sân khấu Alina Obidniak là quản lý của Nhà hát kịch Norwid trong những năm 1973-1988 và năm 2000. Obidniak đã mời nhiều đạo diễn nhà hát nổi tiếng đến Jelenia Góra, bao gồm Krystian Lupa, Mikołaj Grabowski, Henryk Tomaszewski, Adam Hanuszkiewicz, Maja Kleczewska và Jean-Marie Pradier. Cô đã đi lưu diễn với đoàn nghệ sĩ của nhà hát kịch tới Đông Đức, Hungary, Ý, Venezuela, Colombia, Panama và Costa Rica.